# Rantanplan (groupe)
Pour les articles homonymes, voir Rantanplan (homonymie).
Rantanplan est un groupe allemand de musique électronique, originaire de Hambourg.

## Histoire

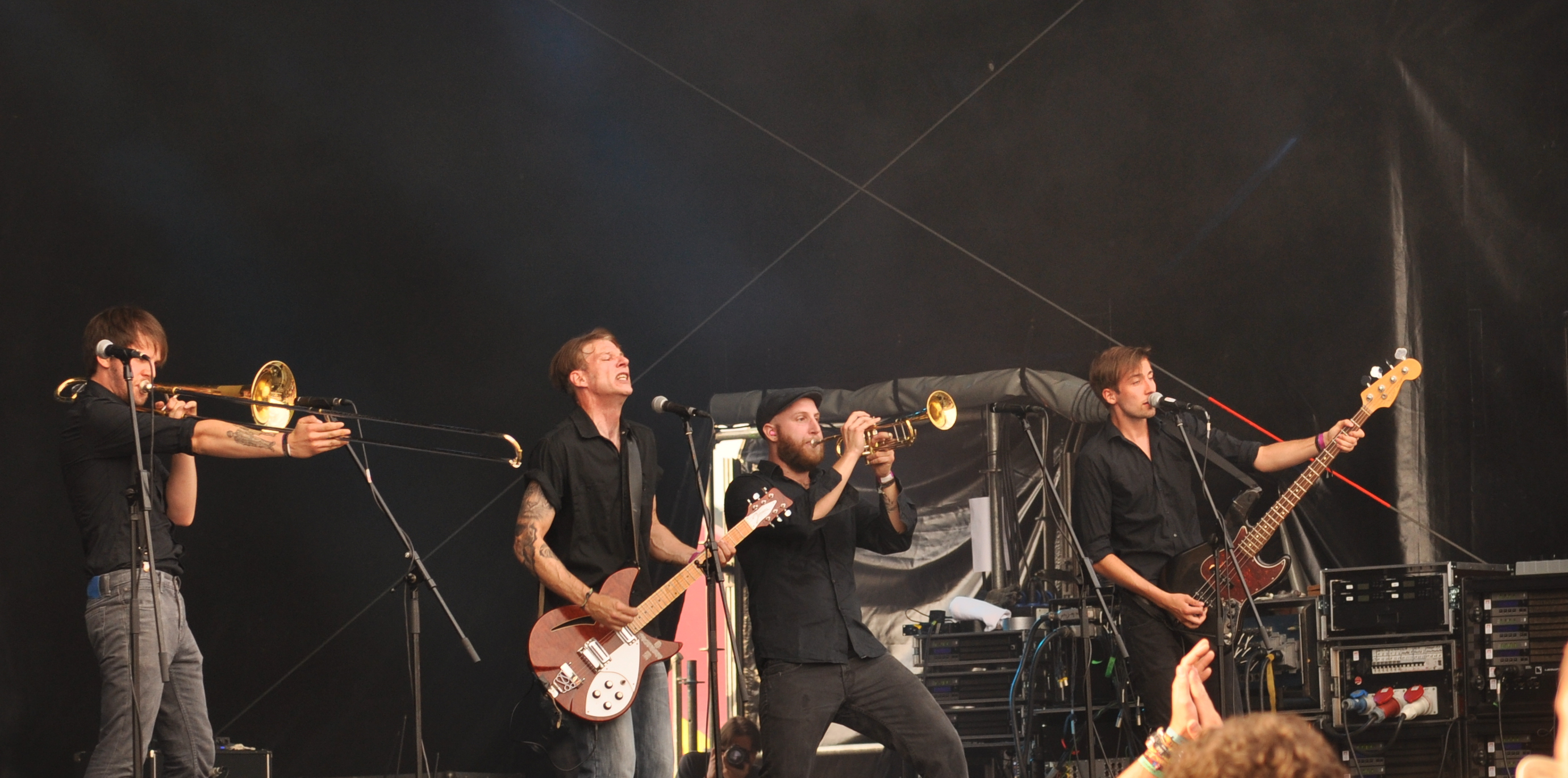
Rantanplan en 2014.

Meissner et le bassiste Bustorff forment Rantanplan à Hambourg au début de l'année 1995. Leurs modèles musicaux impliquent les groupes Operation Ivy et The Mighty Mighty Bosstones. Meissner et Bustorff nomment leur groupe d'après le chien du personnage de bande dessinée Lucky Luke, allant ainsi à contre-courant des nombreux groupes de punk hardcore qui choisissaient des races de chiens de combat comme nom de groupe. Meissner lui-même jouait encore à cette époque en parallèle dans le groupe Bandog (Kettenhund).
Au cours de l'année 1995, Tim Schottstedt remplace le batteur d'origine et Marcus Wiebusch est venu le rejoindre, tout en continuant à jouer dans le groupe ...But Alive,. Les démos Hippiejäger et Erschossen, beschissen, um nichts, um alles sont réalisées. Le line-up du groupe est complété en 1996 par Daniel « Brian » Wickersheim (trombone) et Lars Ramakers (trompette). Le premier album Kein Schulterklopfen (Gegen den Trend) est produit par Christian Mevs au studio Soundgarden à Hambourg et sort en 1996 sur le label discographique B.A. Records fondé par Wiebusch. En 1998 suit le deuxième album studio Köpfer, à nouveau produit par Christian Mevs et publié par B.A. Records.
En 1998, Rantanplan joue au Stemweder Open Air. L'enregistrement du troisième album studio, Samba, a lieu à l'automne 1999 avec une formation modifiée et réduite. Wiebusch et Bustorff avaient quitté le groupe, ils forment plus tard le groupe Kettcar,. La basse est reprise par Lars « Peso » Paetzelt. L'album sort ensuite en 2000 sur le label Rodrec. Après cette sortie, le groupe s'est à nouveau séparé du label.
En 2001, ils jouent en première partie du groupe Die Ärzte. En 2002, le groupe sort l'EP Tresenthesen en autoproduction, sans label. Il contient entre autres des versions de leurs chansons avec des influences country et disco.
Le quatrième album studio Junger Mann zum Mitreisen Gesucht sort en 2003 sur leur propre label Hamburg Allstyles. La création du label a lieu parce que les offres d'autres labels n'étaient pas acceptables pour le groupe. Avant la sortie de l'album, le trompettiste Ramakers et le tromboniste Wickersheim avaient déjà quitté le groupe. Ils sont remplacés par Wido Sauer et Sven-Ole Schoch.
Après la sortie de l'EP Liebe Minus Null en 2005, le groupe est de nouveau remanié en 2006 : Lars Hellberg reprend la batterie de Schottstedt, Tim Grunwald la basse de Paetzelt.
En 2007, le cinquième album studio 20359, nommé d'après le code postal du quartier de St. Pauli à Hambourg, sort sur leur propre label. Il est enregistré par le producteur Don Fury à New York. En 2009, le groupe connait un nouveau changement de personnel : Rafael de Leon-Marcuse succède à Tim Grunwald à la basse, Benno Oppermann reprend la batterie de Lars Hellberg, Gero Graas remplace Sven-Ole Schoch au trombone et Ulf Werner rejoint également le groupe en tant que trompettiste.
Le premier album live Halts's Maul - Mach Musik sort en 2009 ; les 27 morceaux qu'il contient sont enregistrés le 10 octobre 2008 à Hambourg. Il est suivi en 2010 par l'album Unleashed, une compilation de contributions à des samplers et de titres de singles. Dans la période qui suit, le batteur Oppermann quitte le groupe, Marlon Fertinger, qui joue également dans le groupe de skatepunk Narcolaptic, le remplaça. À la basse, Kay Petersen succède à de Leon-Marcuse.
Pauli, leur sixième album studio, un album-concept sur le quartier de Hambourg, sort en 2013. Il est produit par l'ancien batteur Oppermann dans les studios Tao de Hambourg.
L'album Licht und Schatten, sorti en 2017 sur le label Drakkar, permet au groupe de se classer pour la première fois dans les charts allemands des albums (71e place). L'album est produit par Linda Gerdes dans le studio Cloud Hill de Hambourg. La formation du groupe avait de nouveau changé auparavant : Fabian Vehreschild avait repris la basse de Kay Petersen.
En 2019, le huitième album studio Stay Rudel, Stay Rebel sort sur le label Drakkar et se classe 31e dans les charts allemands des albums. Le titre de l'album est emprunté à la chanson Stay Rude, Stay Rebel du groupe No Sports. Les titres sont enregistrés dans les studios Cloud Hill, produits par Benno Kupsa et l'ancien membre du groupe Kay Petersen.
L'album Ahoi sort en février 2023. En accord avec le titre, il s'agit de chansons qui tournent principalement autour de la navigation et de la mer. L'album reste une semaine dans les charts allemands, atteignant la 11e place. En avril 2024, le bassiste de longue date Peso décède. 

## Style musical
Le groupe aborde dans ses textes des thèmes tels que la politique, la société, la religion et la culture de manière cynique et humoristique. Une particularité est le fait que de nombreux albums du groupe contiennent un poème chanté,. Ainsi, on a déjà pu entendre par le passé des œuvres de Rainer Maria Rilke (Der Panther sur l'album Köpfer), Bertolt Brecht ou Friedrich Nietzsche (Ecce homo sur l'album Samba).
Musicalement, Rantanplan se situe entre le rock, le ska et le punk rock. Le style change d'un album à l'autre, un style constituant souvent un point fort sur un album. 

## Discographie
- 1996 : Kein Schulterklopfen (Gegen den Trend) (CD, LP) (B.A. Records)
- 1998 : Köpfer (CD, LP) (B.A. Records)
- 2000 : Samba (CD, LP) (Rod Records)
- 2002 : Tresenthesen (CD double, EP)
- 2003 : Junger Mann zum Mitreisen gesucht (CD, LP) (Hamburger)
- 2005 : Liebe Minus Null (CD, EP)
- 2007 : 20359 (CD, LP) (Hamburg Allstyles Records)
- 2009 : Halt’s Maul - Mach Musik! (CD, LP) (Tapete Records)
- 2010 : Unleashed (CD, Hamburg Allstyles Records ; LP, Tapete Records)
- 2013 : Pauli (CD, LP) (Hamburg Allstyles Records, Neo-Lacrima-Records, Sony Music)
- 2017 : Licht und Schatten (CD, digipack, LP, coffret) (Drakkar Records, Soulfood) (71e place des charts allemands[23])
- 2019 : Stay Rudel – Stay Rebel (Drakkar Records, Soulfood)
- 2023 : Ahoi (CD/LP) (SBÄM Records) (11e place des charts allemands[23])
- 2024 : Live, Übel und Gefährlich (CD double) (Hamburg Records)